# Hedenham
Hedenham is een civil parish in het bestuurlijke gebied South Norfolk, in het Engelse graafschap Norfolk met 240 inwoners.